# Hampshire County, West Virginia
Hampshire County är ett county i nordöstra delen av delstaten West Virginia. Den administrativa huvudorten (county seat) är Romney. Countyt skapades av Virginia General Assembly 13 december 1753, av delar av Frederick County och Augusta County, och är därmed det äldsta countyt i West Virginia. Sitt namn har countyt efter det engelska grevskapet Hampshire.

## Geografi
Enligt United States Census Bureau har countyt en total area på 1 670 km². 1 662 km² av den arean är land och 8 km² är vatten. 

### Angränsande countyn
- Allegany County, Maryland - nord
- Morgan County - nordost
- Frederick County, Virginia - öst
- Hardy County - syd
- Mineral County - väst

### Städer
- Romney
- Capon Bridge

### Samhällen som inte är en del av någon "municipality" (kommun)
| - Augusta - Barnes Mill - Bloomery - Blues Beach - Bubbling Spring - Capon Lake - Capon Springs - Capon Springs Station - Cold Stream - Creekvale - Delray - Dillons Run - Donaldson - Forks of Cacapon - Frenchburg - Glebe - Good - Green Spring - Hanging Rock - Higginsville | - High View - Hooks Mills - Hoy - Intermont - Jericho - Junction - Kirby - Largent - Lehew - Levels - Little Cacapon - Loom - Mechanicsburg - Millbrook - Millen - Millesons Mill - Neals Run - Nero - North River Mills - Okonoko | - Pancake - Pin Oak - Pleasant Dale - Points - Purgitsville - Rada - Rio - Ruckman - Sector - Sedan - Shanks - Shiloh - Slanesville - South Branch Depot - Springfield - Three Churches - Vanderlip - Wappocomo - Woodrow - Yellow Spring |